# Primera División 1932-1933 (Spagna)
La Primera División 1932-1933 è stata la 5ª edizione della massima serie del campionato spagnolo di calcio, disputato tra il 27 novembre 1932 e il 26 marzo 1933 e concluso con la vittoria del Madrid CF al suo secondo titolo consecutivo.
Capocannoniere del torneo è stato Isidro Lángara (Madrid CF) con 27 reti.

## Stagione

### Novità
Al posto della retrocessa Unión Irun salì dalla Segunda División il Real Betis.

## Squadre partecipanti
| Club             | Stagione | Città         | Stadio | Stagione precedente                    |
| ---------------- | -------- | ------------- | ------ | -------------------------------------- |
| Alavés           |          | Vitoria       |        | 9º posto in Primera División           |
| Arenas Getxo     |          | Getxo         |        | 5º posto in Primera División           |
| Athletic Bilbao  |          | Bilbao        |        | 2º posto in Primera División           |
| Barcellona       |          | Barcellona    |        | 3º posto in Primera División           |
| Real Betis       |          | Siviglia      |        | 1º posto in Segunda División, promosso |
| Donostia         |          | San Sebastián |        | 8º posto in Primera División           |
| Español          |          | Barcellona    |        | 6º posto in Primera División           |
| Madrid CF        |          | Madrid        |        | 1º posto in Primera División           |
| Racing Santander |          | Santander     |        | 4º posto in Primera División           |
| Valencia         |          | Valencia      |        | 7º posto in Primera División           |

## Classifica finale
|  | Pos. | Squadra          | Pt | G  | V  | N | P  | GF | GS | DR  |
|  | ---- | ---------------- | -- | -- | -- | - | -- | -- | -- | --- |
|  | 1.   | Madrid CF        | 28 | 18 | 13 | 2 | 3  | 49 | 17 | +32 |
|  | 2.   | Athletic Bilbao  | 26 | 18 | 13 | 0 | 5  | 63 | 30 | +33 |
|  | 3.   | Español          | 22 | 18 | 10 | 2 | 6  | 33 | 30 | +3  |
|  | 4.   | Barcellona       | 19 | 18 | 7  | 5 | 6  | 42 | 34 | +8  |
|  | 5.   | Real Betis       | 17 | 18 | 6  | 5 | 7  | 31 | 45 | -14 |
|  | 6.   | Donostia         | 15 | 18 | 6  | 3 | 9  | 41 | 47 | -6  |
|  | 7.   | Arenas Getxo     | 14 | 18 | 5  | 4 | 9  | 39 | 44 | -5  |
|  | 8.   | Racing Santander | 14 | 18 | 6  | 2 | 10 | 47 | 58 | -11 |
|  | 9.   | Valencia         | 13 | 18 | 4  | 5 | 9  | 34 | 53 | -19 |
|  | 10.  | Alavés           | 12 | 18 | 5  | 2 | 11 | 21 | 42 | -21 |

Legenda:
      Campione di Spagna.
      Retrocessa in Segunda División
Regolamento:
Due punti a vittoria, uno a pareggio, zero a sconfitta.
A parità di punti, le posizioni in classifica venivano determinate sulla base degli scontri diretti. In caso di ulteriore parità valeva la differenza reti generale.

## Risultati

### Tabellone
|                  | Ala  | Are  | AtB  | Bar  | Bet  | Don  | Esp  | Mad  | Rac  | Val  |
| ---------------- | ---- | ---- | ---- | ---- | ---- | ---- | ---- | ---- | ---- | ---- |
| Alavés           | –––– | 1-1  | 0-2  | 2-1  | 2-0  | 1-0  | 1-0  | 0-1  | 8-2  | 1-1  |
| Arenas Getxo     | 3-0  | –––– | 4-2  | 5-1  | 3-3  | 6-0  | 0-2  | 1-5  | 2-1  | 2-2  |
| Athletic Bilbao  | 4-0  | 3-1  | –––– | 1-3  | 9-1  | 1-2  | 0-2  | 0-2  | 9-5  | 8-2  |
| Barcellona       | 2-0  | 5-2  | 2-3  | –––– | 4-1  | 3-2  | 1-1  | 1-1  | 4-0  | 4-2  |
| Betis            | 3-1  | 1-1  | 1-5  | 2-1  | –––– | 4-2  | 1-2  | 0-0  | 3-2  | 3-2  |
| Donostia         | 3-1  | 2-1  | 2-4  | 2-2  | 2-2  | –––– | 6-1  | 1-2  | 8-0  | 4-1  |
| Español          | 3-1  | 3-2  | 2-5  | 2-1  | 1-2  | 3-0  | –––– | 2-1  | 2-1  | 5-2  |
| Madrid CF        | 2-0  | 8-2  | 0-1  | 2-1  | 4-1  | 6-2  | 2-0  | –––– | 4-1  | 6-0  |
| Racing Santander | 9-0  | 2-1  | 0-1  | 4-4  | 2-2  | 7-1  | 3-1  | 4-2  | –––– | 2-0  |
| Valencia         | 5-2  | 3-2  | 1-5  | 2-2  | 2-1  | 2-2  | 1-1  | 0-1  | 6-2  | –––– |

### Calendario
| andata  | andata | Prima giornata          | ritorno | ritorno |
|         |        |                         |         |         |
| 27 nov. | 8-2    | Alavés-Racing Santander | 0-9     | 29 gen. |
| 27 nov. | 9-1    | Athletic Bilbao-Betis   | 5-1     | 29 gen. |
| 27 nov. | 2-2    | Donostia-Barcellona     | 2-3     | 29 gen. |
| 27 nov. | 2-1    | Español-Madrid CF       | 0-2     | 29 gen. |
| 27 nov. | 3-2    | Valencia-Arenas Getxo   | 2-2     | 29 gen. |

| andata  | andata | Terza giornata               | ritorno | ritorno |
|         |        |                              |         |         |
| 11 dic. | 0-1    | Alavés-Madrid CF             | 2-0     | 12 feb. |
| 11 dic. | 3-1    | Athletic Bilbao-Arenas Getxo | 2-4     | 12 feb. |
| 12 dic. | 4-2    | Betis-Donostia               | 2-2     | 12 feb. |
| 11 dic. | 2-1    | Español-Racing Santander     | 1-3     | 12 feb. |
| 11 dic. | 2-2    | Valencia-Barcellona          | 2-4     | 12 feb. |

| andata  | andata | Quinta giornata               | ritorno | ritorno |
|         |        |                               |         |         |
| 25 dic. | 0-2    | Alavés-Athletic Bilbao        | 0-4     | 26 feb. |
| 25 dic. | 2-1    | Arenas Getxo-Racing Santander | 1-2     | 26 feb. |
| 25 dic. | 2-1    | Betis-Barcellona              | 1-4     | 26 feb. |
| 25 dic. | 3-0    | Español-Donostia              | 1-6     | 26 feb. |
| 25 dic. | 6-0    | Madrid CF-Valencia            | 1-0     | 26 feb. |

| andata  | andata | Settima giornata           | ritorno | ritorno |
|         |        |                            |         |         |
| 08 gen. | 1-3    | Athletic Bilbao-Barcellona | 3-2     | 12 mar. |
| 08 gen. | 1-1    | Betis-Arenas Getxo         | 3-3     | 12 mar. |
| 08 gen. | 4-1    | Donostia-Valencia          | 2-2     | 12 mar. |
| 08 gen. | 3-1    | Español-Alavés             | 0-1     | 12 mar. |
| 08 gen. | 4-1    | Madrid CF-Racing Santander | 2-4     | 12 mar. |

| andata  | andata | Nona giornata               | ritorno | ritorno |
|         |        |                             |         |         |
| 22 gen. | 0-2    | Athletic Bilbao-Madrid CF   | 1-0     | 26 mar. |
| 22 gen. | 4-0    | Barcellona-Racing Santander | 4-4     | 26 mar. |
| 22 gen. | 1-2    | Betis-Español               | 1-2     | 28 mar. |
| 22 gen. | 2-1    | Donostia-Arenas Getxo       | 0-6     | 26 mar. |
| 22 gen. | 5-2    | Valencia-Alavés             | 1-1     | 26 mar. |

| andata  | andata | Seconda giornata                 | ritorno | ritorno |
|         |        |                                  |         |         |
| 04 dic. | 0-2    | Arenas Getxo-Español             | 2-3     | 05 feb. |
| 04 dic. | 2-0    | Barcellona-Alavés                | 1-2     | 05 feb. |
| 04 dic. | 3-2    | Betis-Valencia                   | 1-2     | 05 feb. |
| 04 dic. | 0-1    | Racing Santander-Athletic Bilbao | 5-9     | 05 feb. |
| 04 dic. | 6-2    | Madrid CF-Donostia               | 2-1     | 05 feb. |

| andata  | andata | Quarta giornata           | ritorno | ritorno |
|         |        |                           |         |         |
| 18 dic. | 0-2    | Athletic Bilbao-Español   | 2-5     | 19 feb. |
| 18 dic. | 5-2    | Barcellona-Arenas Getxo   | 1-5     | 19 feb. |
| 18 dic. | 3-1    | Donostia-Alavés           | 0-1     | 28 feb. |
| 18 dic. | 2-0    | Racing Santander-Valencia | 2-6     | 19 feb. |
| 18 dic. | 4-1    | Madrid CF-Betis           | 0-0     | 19 feb. |

| andata  | andata | Sesta giornata           | ritorno | ritorno |
|         |        |                          |         |         |
| 01 gen. | 3-0    | Arenas Getxo-Alavés      | 1-1     | 05 mar. |
| 01 gen. | 1-1    | Barcellona-Madrid CF     | 1-2     | 05 mar. |
| 01 gen. | 2-4    | Donostia-Athletic Bilbao | 2-1     | 05 mar. |
| 01 gen. | 2-2    | Racing Santander-Betis   | 2-3     | 05 mar. |
| 01 gen. | 1-1    | Valencia-Español         | 2-5     | 05 mar. |

| andata  | andata | Ottava giornata           | ritorno | ritorno |
|         |        |                           |         |         |
| 17 gen. | 2-0    | Alavés-Betis              | 1-3     | 19 mar. |
| 17 gen. | 1-5    | Arenas Getxo-Madrid CF    | 2-8     | 19 mar. |
| 17 gen. | 1-1    | Barcellona-Español        | 1-2     | 19 mar. |
| 17 gen. | 7-1    | Racing Santander-Donostia | 0-8     | 19 mar. |
| 15 gen. | 1-5    | Valencia-Athletic Bilbao  | 2-8     | 19 mar. |

| andata  | andata | Prima giornata          | ritorno | ritorno |
|         |        |                         |         |         |
| 27 nov. | 8-2    | Alavés-Racing Santander | 0-9     | 29 gen. |
| 27 nov. | 9-1    | Athletic Bilbao-Betis   | 5-1     | 29 gen. |
| 27 nov. | 2-2    | Donostia-Barcellona     | 2-3     | 29 gen. |
| 27 nov. | 2-1    | Español-Madrid CF       | 0-2     | 29 gen. |
| 27 nov. | 3-2    | Valencia-Arenas Getxo   | 2-2     | 29 gen. |

| andata  | andata | Terza giornata               | ritorno | ritorno |
|         |        |                              |         |         |
| 11 dic. | 0-1    | Alavés-Madrid CF             | 2-0     | 12 feb. |
| 11 dic. | 3-1    | Athletic Bilbao-Arenas Getxo | 2-4     | 12 feb. |
| 12 dic. | 4-2    | Betis-Donostia               | 2-2     | 12 feb. |
| 11 dic. | 2-1    | Español-Racing Santander     | 1-3     | 12 feb. |
| 11 dic. | 2-2    | Valencia-Barcellona          | 2-4     | 12 feb. |

| andata  | andata | Quinta giornata               | ritorno | ritorno |
|         |        |                               |         |         |
| 25 dic. | 0-2    | Alavés-Athletic Bilbao        | 0-4     | 26 feb. |
| 25 dic. | 2-1    | Arenas Getxo-Racing Santander | 1-2     | 26 feb. |
| 25 dic. | 2-1    | Betis-Barcellona              | 1-4     | 26 feb. |
| 25 dic. | 3-0    | Español-Donostia              | 1-6     | 26 feb. |
| 25 dic. | 6-0    | Madrid CF-Valencia            | 1-0     | 26 feb. |

| andata  | andata | Settima giornata           | ritorno | ritorno |
|         |        |                            |         |         |
| 08 gen. | 1-3    | Athletic Bilbao-Barcellona | 3-2     | 12 mar. |
| 08 gen. | 1-1    | Betis-Arenas Getxo         | 3-3     | 12 mar. |
| 08 gen. | 4-1    | Donostia-Valencia          | 2-2     | 12 mar. |
| 08 gen. | 3-1    | Español-Alavés             | 0-1     | 12 mar. |
| 08 gen. | 4-1    | Madrid CF-Racing Santander | 2-4     | 12 mar. |

| andata  | andata | Nona giornata               | ritorno | ritorno |
|         |        |                             |         |         |
| 22 gen. | 0-2    | Athletic Bilbao-Madrid CF   | 1-0     | 26 mar. |
| 22 gen. | 4-0    | Barcellona-Racing Santander | 4-4     | 26 mar. |
| 22 gen. | 1-2    | Betis-Español               | 1-2     | 28 mar. |
| 22 gen. | 2-1    | Donostia-Arenas Getxo       | 0-6     | 26 mar. |
| 22 gen. | 5-2    | Valencia-Alavés             | 1-1     | 26 mar. |

| andata  | andata | Seconda giornata                 | ritorno | ritorno |
|         |        |                                  |         |         |
| 04 dic. | 0-2    | Arenas Getxo-Español             | 2-3     | 05 feb. |
| 04 dic. | 2-0    | Barcellona-Alavés                | 1-2     | 05 feb. |
| 04 dic. | 3-2    | Betis-Valencia                   | 1-2     | 05 feb. |
| 04 dic. | 0-1    | Racing Santander-Athletic Bilbao | 5-9     | 05 feb. |
| 04 dic. | 6-2    | Madrid CF-Donostia               | 2-1     | 05 feb. |

| andata  | andata | Quarta giornata           | ritorno | ritorno |
|         |        |                           |         |         |
| 18 dic. | 0-2    | Athletic Bilbao-Español   | 2-5     | 19 feb. |
| 18 dic. | 5-2    | Barcellona-Arenas Getxo   | 1-5     | 19 feb. |
| 18 dic. | 3-1    | Donostia-Alavés           | 0-1     | 28 feb. |
| 18 dic. | 2-0    | Racing Santander-Valencia | 2-6     | 19 feb. |
| 18 dic. | 4-1    | Madrid CF-Betis           | 0-0     | 19 feb. |

| andata  | andata | Sesta giornata           | ritorno | ritorno |
|         |        |                          |         |         |
| 01 gen. | 3-0    | Arenas Getxo-Alavés      | 1-1     | 05 mar. |
| 01 gen. | 1-1    | Barcellona-Madrid CF     | 1-2     | 05 mar. |
| 01 gen. | 2-4    | Donostia-Athletic Bilbao | 2-1     | 05 mar. |
| 01 gen. | 2-2    | Racing Santander-Betis   | 2-3     | 05 mar. |
| 01 gen. | 1-1    | Valencia-Español         | 2-5     | 05 mar. |

| andata  | andata | Ottava giornata           | ritorno | ritorno |
|         |        |                           |         |         |
| 17 gen. | 2-0    | Alavés-Betis              | 1-3     | 19 mar. |
| 17 gen. | 1-5    | Arenas Getxo-Madrid CF    | 2-8     | 19 mar. |
| 17 gen. | 1-1    | Barcellona-Español        | 1-2     | 19 mar. |
| 17 gen. | 7-1    | Racing Santander-Donostia | 0-8     | 19 mar. |
| 15 gen. | 1-5    | Valencia-Athletic Bilbao  | 2-8     | 19 mar. |

## Statistiche

### Squadra

#### Capoliste solitarie
|    | —— | —— | ——      | ——      | ——      | ——      | ——      | ——      | ——          | ——          | ——          | ——          | ——          | ——          | ——          | ——          | ——          | —— |  |
|    |    |    | Español | Español | Español | Español | Español | Español | Real Madrid | Real Madrid | Real Madrid | Real Madrid | Real Madrid | Real Madrid | Real Madrid | Real Madrid | Real Madrid |    |  |
|    |    |    |         |         |         |         |         |         |             |             |             |             |             |             |             |             |             |    |  |
|    |    |    |         |         |         |         |         |         |             |             |             |             |             |             |             |             |             |    |  |
| 1ª | 2ª | 3ª | 4ª      | 5ª      | 6ª      | 7ª      | 8ª      | 9ª      | 10ª         | 11ª         | 12ª         | 13ª         | 14ª         | 15ª         | 16ª         | 17ª         | 18ª         |    |  |

#### Record stagionali
- Maggior numero di vittorie: Madrid CF, Athletic Bilbao (13)
- Minor numero di sconfitte: Madrid CF (3)
- Migliore attacco: Athletic Bilbao (63 reti segnate)
- Miglior difesa: Madrid CF (17 reti subite)
- Miglior differenza reti: Athletic Bilbao (+33)
- Maggior numero di pareggi: Barcellona, Betis, Valencia (5)
- Minor numero di pareggi: Athletic Bilbao (0)
- Maggior numero di sconfitte: Alavés(11)
- Minor numero di vittorie: Valencia (4)
- Peggior attacco: Alavés(21 reti segnate)
- Peggior difesa: Racing Santander (58 reti subite)
- Peggior differenza reti: Alaves (-21)

### Individuali

#### Classifica marcatori
| Gol |  |  | Giocatore           | Squadra         |
| --- |  |  | ------------------- | --------------- |
| 16  |  |  | Manuel Olivares     | Madrid CF       |
| 15  |  |  | Bata                | Athletic Bilbao |
| 14  |  |  | José Iraragorri     | Athletic Bilbao |
| 14  |  |  | Guillermo Gorostiza | Athletic Bilbao |
| 13  |  |  | Francisco Iriondo   | Arenas Getxo    |